# Fitness
Ordet fitness kommer af engelsk: At være fit, egnet til overlevelse.
I dag benyttes ordet fitness internationalt om sundhed i bredeste forstand samt i Danmark og internationalt om 1) at være i allround god form, 2) at dyrke alsidig styrke- og konditionstræning, 3) at dyrke alsidig motionstræning i et fitnesscenter.
Fitnesscentre er træningssteder, med styrketræning, cardiotræning og holdtræning, hvor man dyrker fitness, dvs. motion med henblik på forbedret sundhed og velvære, forbedret præstation i hverdag og idræt og en flottere fysik.
Fitness, styrketræning, konditionstræning på såkaldte cardiomaskiner og holdtræning, er blevet voksne danskeres foretrukne motionsform sammen med løb, gang og svømning (Pilgaard, 2009).